# Крейг, Гордон Мейнард
Гордон Мейнард Крейг (1 августа 1929 – 10 сентября 1950) – солдат армии США, участник Корейской войны. Награждён посмертно медалью Почёта за свой подвиг 10 сентября 1950 года в битве за гору Ка-сан .

## Награды
|  | Медаль Почёта    |
|  | Пурпурное сердце |

### Наградная запись
Звание и часть: капрал армии США, 16-я разведывательная рота, 1-я кавалерийская дивизия.
Место и дата: близ Ка-сан, Корея, 10 сентября 1950
Поступил на службу в:  Броктон, Массачусетс. Родился: 1 августа 1929, Броктон, Массачусетс 
№ 23, 25 апреля 1951 
Капрал Крейг из 16-й разведывательной роты отличился благодаря выдающейся храбрости и отваге при выполнении и перевыполнении долга службы в бою. В ходе штурма стратегически важного хребта, удерживаемого противником его рота попала под плотный вражеский обстрел из миномётов и стрелкового оружия и были забросаны гранатами. Капрал Крейг и четверо его товарищей выдвинулись вперёд, чтобы уничтожить вражеское пулемётное гнездо, сдерживающее наступление роты. В это время вражеский пулемётчик бросил гранату в наступающих. Без колебаний и попыток найти убежище для себя капрал Крейг накрыл собой гранату и поглотил её взрыв своим телом. Его бесстрашный и самоотверженный поступок в ходе которого он без колебаний пожертвовал жизнью ради товарищей вдохновил их на настолько яростную атаку, что они уничтожили вражеский пулемётный расчёт, это позволило роте продолжать наступление. Доблестное самопожертвование, проявленное капралом Крейгом, принесли ему высочайшую честь и поддержали почётные традиции военной службы. 
Оригинальный текст (англ.)
Rank and organization: Corporal, U.S. Army, 16th Reconnaissance Company, 1st Cavalry Division
Place and date: Near Kasan, Korea September 10, 1950
Entered service at: Brockton, Mass. Born: August 1, 1929, Brockton, Mass.
G.O. No.: 23, April 25, 1951.
Citation
Cpl. Craig, 16th Reconnaissance Company, distinguished himself by conspicuous gallantry and intrepidity above and beyond the call of duty in action against the enemy. During the attack on a strategic enemy-held hill his company's advance was subjected to intense hostile grenade, mortar and small-arms fire. Cpl. Craig and 4 comrades moved forward to eliminate an enemy machine gun nest that was hampering the company's advance. At that instance an enemy machine gunner hurled a hand grenade at the advancing men. Without hesitating or attempting to seek cover for himself, Cpl. Craig threw himself on the grenade and smothered its burst with his body. His intrepid and selfless act, in which he unhesitantly gave his life for his comrades, inspired them to attack with such ferocity that they annihilated the enemy machine gun crew, enabling the company to continue its attack. Cpl. Craig's noble self-sacrifice reflects the highest credit upon himself and upholds the esteemed traditions of the military service.— 